# 폭소클럽 2
《폭소클럽 2》은 2006년 11월 25일부터 2008년 3월 26일까지 한국방송공사에서 방송하였던 공개 스탠드업 코미디 프로그램인데 원래 1TV에서 토요일 밤 11시 30분에 방영했지만 2007년 5월 4일 개편 때 금요일로 옮겨갔고 그 해 9월 부분개편 때 채널을 2TV로 옮겨 수요일 밤 8시 50분에 방송됐다.
한편, 소재의 제약을 받지 않고 다양한 방면에서 풍자를 하다보니 '지나친 풍자와 비판'이라는 이유로 풍자의 대상이 됐던 공기업과 마찰을 빚어낸 적도 있었으며 편향된 정치색을 띄었다는 등의 지적이 있었다.
아울러, 2007년 9월 5일 '택배왔습니다' 코너에서 17대 대통령선거 후보였던 경제공화당 허경영 총재의 의료행위를 과학적 근거가 불충분한 오링테스트로 검증하는 내용을 내보내 2008년 2월 12일 열린 방송위원회 전체회의에서 "주의" 조치를 받았다.
이와 더불어, 2001년 가을 일본 유학을 마친 후 귀국한 뒤 컴백작으로 선택한 프로그램이자 메인 MC를 맡은 SBS 《코미디쇼 오 해피데이》가 9회 만에 조기종영된 후 한동안 방황해 왔다가 2002년 가을 시작된 iTV 《최양락 이봉원의 소문만복래》공동 MC를 맡아 방송활동을 재개한 뒤 iTV(최양락 이봉원의 소문만복래,러브 러브,코미디쇼 4막 5장 -> 최양락 이봉원의 금요천하)에서 활동했으나 iTV가 2004년 말 폐국한 후 코미디 프로그램 활동이 뜸해졌던 이봉원이 2006년 12월 1일부터 '이주일의 이주일 만평' 코너를 맡아 코미디 프로그램 고정 활동을 재개했는데 이 코너에 앞서 KBS 2TV 《폭소클럽》고정 출연 제의가 들어오기도 했지만 맞는 역할이 없어 고사한 바 있었다.
한편, '알까기'로 제 2의 전성기를 맞은 이후 MBC 《코미디하우스》'웃지마' 외엔 이렇다할 히트작을 내지 못해 한동안 iTV와 2002년 4월 1일부터 DJ로 활동한 MBC 표준FM 《최양락의 재미있는 라디오》로 영면한 데다 iTV가 2004년 말 폐국한 데 이어 2001년 가을 SBS TV에서 기획한 《이주일 최양락 남희석쇼》가 故 이주일의 갑작스런 폐암 판정으로 편성 취소되어 슬럼프를 겪었다가 2005년 10월 31일부터 《폭소클럽》 의 한 코너로 신설된 '올드보이'로 또다시 인기를 누렸지만 《폭소클럽》이 2006년 3월 6일 막을 내리면서 '올드보이' 코너가 폐지되자 또다시 슬럼프를 겪었던 최양락이 첫 회부터 해당 프로그램의 한 코너로 시작된 '7080 캐스팅 홈쇼핑'으로 지상파 코미디 프로그램에 복귀했는데 이주일은 1991년 11월 22일 7대 독자 아들을 교통사고로 잃은 뒤 담배에 의존을 했고 결국 폐암 투병 10개월 만인 2002년 8월 27일 타계했다.

## 방송시간
- 본방송 : KBS 2TV 매주 수요일 밤 8시 50분
- 재방송 : KBS 2TV 매주 금요일 오후 2시 50분

## 진행하였던 코너
- 기호 0번 박후보 (출연 : 박준형, 엄태경, 이원구, 최효종, 조윤호)
- 사소한 강의 (출연 : 김샘)
- 뉴스야 놀자 (출연 : 노정렬)
- 택배왔습니다 (출연 : 장동국)
- 실시간 검색순위 (출연 : 김진철, 김지호)
- 아빠하고 나하고 (출연 : 김구라, MC그리)
- 화니지니의 퓨전별곡 (출연 : 화니, 지니, 노현민)
- 대변인 (출연 : 유민상)
- 섹시 벨리 알리 (출연 : 알리)
- Mr.귀족 (출연 : 김준현)
- 담임쌤과 어머니 (출연 : 송형수, 김민수, 양상협)
- 사생결단 (출연 : 강현욱, 김민경)
- 달래음악단의 희한합니다! (출연 : 임유경, 이윤경, 한옥정, 허수향, 김유은)
- 응급시사 (출연 : 김학도, 김상태, 장동국, 강일구, 안일권, 강주희, 안윤상 외)
- 포토에세이 (출연 : 임혁필)
- Magic for Love (출연 : 곽현화, 박지선, 오지양)
- 이게 웃겨? (출연 : 윤효상)
- 판소리 Re;플歌 (출연 : 류수곤, 조정래)
- 친절봉사대 (출연 : 김원효, 김기열, 곽한구)
- 연애男女(남녀) (출연 : 유상무, 김지민)
- 트로트를 사랑하는 남자 (출연 : 강상호)
- 7080 캐스팅 홈쇼핑 (출연 : 최양락, 유난희)
- 이주일의 이주일 만평 (출연: 이봉원)
- 뻔 행복법 (출연 : 장은영)
- 진실공방 (출연 : 권재관, 강현욱, 박나래)

## 참고 사항
- 유튜브 채널인 KBS COMEDY: 크큭티비에 옛날 수집 자료로 클립 영상을 보실 수 있다.

## 결방
- 2007년 3월 3일 - 10시 50분부터 방송 80년 특별기획 《난장이가 쏘아올린 작은 공》 편성[13]
- 2007년 8월 3일 - 중계방송 <정당정책토론회> 편성
- 2007년 9월 12일 - 7시 55분부터 올림픽 축구 예선 <한국 VS 시리아> 중계 편성[14]
- 2007년 9월 26일 - 추석특집 프로그램 편성
- 2007년 10월 17일 - 8시 50분부터 올림픽 축구 아시아 최종예선 <한국 VS 시리아> 중계 편성[15]
- 2007년 11월 21일 - 9시 30분부터 올림픽 축구 아시아 최종예선 <한국 VS 바레인> 중계 편성[16]
- 2008년 1월 30일 - 7시 50분부터 축구 평가전 <한국 VS 칠레> 중계 편성[17]
- 2008년 2월 6일 - 7시 50분부터 설 특선영화 《못말리는 결혼》 편성[18]

## 같이 보기
- 개그콘서트
- 웃찾사
- 개그야